# Jaime García Pulido
Jaime García Pulido es un escritor colombiano nacido en Bogotá, en 1962.

## Biografía
Estudió literatura y escrituras creativas en la Universidad de Harvard, con énfasis en poesía norteamericana.   
Se inició como redactor editorial de enciclopedias y monografías históricas. Fue becario en el área de creación en literatura del Ministerio de Cultura de Colombia, entre 1996 y 1998. Del año 2002 en adelante se ha desempeñado como periodista cultural. Ha publicado textos de ficción, poesía y no-ficción en revistas y magazines de Nueva York, Edinburgo y Londres. Ejerce como profesor de escrituras creativas.   
Su obra literaria y periodística ha sido reconocida con distinciones en los siguientes premios: Casa de Las Américas (Cuba, 1995), Creepy Stuffs (Nueva York, 2007) y Juan Rulfo (Francia, 2008). Ganador del Premio de Crónica Ciudad de Bogotá con la obra "Libros al piso", en el 2012.

## Obras
- Libro sin título por descuido del autor (Casa de Las Américas, Cuba, 1995)